# Осип Пепіс
О́сип Пепіс (пол. Józef Pepis; 6 липня 1910, Тернопіль — серпень 1941, Львів) — польський математик-логік, науковець Львівського університету.

## Життєпис
1928 року по закінченні середньої школи в Тернополі поступає до Львівського університету на фізико-природничий факультет, котрий закінчив у 1933 році, отримавши ступінь магістра філософії.
Його магістерською роботою була теорія інваріантів — «пол. Teoria niezmienników ków». По закінченні університетського навчання наукові дослідження в царині логіки.
В 1930—1939 роках додатково займається приватною вчительською практикою-репетиторством.
1934 року прийнятий до складу Львівського відділення Польського математичного товариства.
1938 року Львівський університет за працю «O zagadnieniu rozstrzygalności w zakresie w węższego rachunku funkcyjnego» (польською) надає йому науковий ступінь доктора філософії; підготовку до захисту вів Євстахій Жилінський.
В 1938—1939 році мав безоплатну вчительську практику у варшавському ліцеї.
31 січня 1939 року — доцент кафедри теорії ймовірностей (завідував професор Мирон Зарицький). Після того переведений на кафедру геометрії, котрою керував професор Станіслав Мазур.
Серед інших предметів, викладав курс нарисної геометрії.
21 березня 1941 року отримав ступінь кандидата фізико-математичних наук та звання доцента.
Загинув у роки нацистської окупації Львова.

## Джерело
- Механіко-математичний факультет